# Anthony Parker
Anthony Michael Parker (* 19. Juni 1975 in Des Moines, Iowa) ist ein ehemaliger US-amerikanischer Basketballspieler, der in der nordamerikanischen NBA und Italien und Israel aktiv war. In seiner Zeit mit Maccabi Tel Aviv konnte er unter anderem zweimal die EuroLeague gewinnen.

## Karriere

### College
Anthony Parker verbrachte seine Studienzeit an der Bradley University, wo er in seiner dritten Saison 18,9 Punkte pro Spiel und eine Dreipunktwurfquote von 42 % aufwies.

### Philadelphia 76ers
Parker wurde 1997 im NBA Draft von den New Jersey Nets gewählt, jedoch gleich zu den Philadelphia 76ers transferiert. Von Verletzungen geplagt, konnte er in zwei Saisons in Philadelphia nur 39 Spiele bestreiten, in denen er 1,9 Punkte pro Spiel erzielte.

### Orlando Magic
Vor der Saison 1999/00 wurde Parker zusammen mit Harvey Grant für Billy Owens zu den Orlando Magic transferiert, bei denen er zwar seine Statistiken verbessern konnte, aber dennoch nicht überzeugte und im Januar entlassen wurde und den Rest der Saison bei den Quad City Thunder in der CBA.

### Karriere in Europa

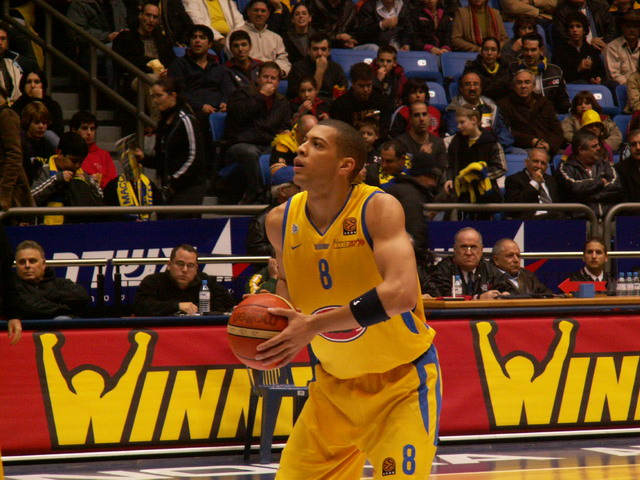
Parker bei Maccabi Tel Aviv

Parker wechselte 2001 in die erste Israelische Basketballliga zu Maccabi Tel Aviv. Dort sollte er die Lücke des wechselnden Shooting Guards Doron Sheffer schließen. In seiner ersten Saison mit Tel Aviv gewann er die Meisterschaft sowie den Pokal. Persönliches Highlight in dieser Saison war der Gewinn der Suproleague. In der darauffolgenden Saison gewann er mit seinem Team wieder beide Nationalen Titel und konnte bis ins Final Four der EuroLeague vorrücken.
2002 wechselte er von Tel Aviv nach Italien zu Virtus Rom, die er jedoch nach einem halben Jahr wieder verließ und zu Maccabi Tel Aviv zurückkehrte.
Im Jahr 2004 erreichte Parkers Karriere ihren vorläufigen Höhepunkt: Er konnte wieder beide Titel in Israel gewinnen, und zudem den MVP Titel für den besten Spieler in der Israelischen Liga, sowie die Euroleague. Tel Aviv schlug Fortitudo Bologna mit 118:74. Nach dem Finale des Euroleague Turniers 2004, wurde Parker als „Euroleague MVP“ ausgezeichnet.
In der Saison 2005 dominierten Parker und Maccabi Tel Aviv die Euroleague sowie die Israelische Liga. Im Finale der Euroleague Final Four schlug Tel Aviv das Team von Tau Vitoria mit 90:78 und konnte so seinen Titel verteidigen. Parker nahm nach dem Finale seinen zweiten MVP Titel als bester Spieler der abgelaufenen Euroleague Saison entgegen.
In der Saison 2005/06, die letzte Saison für ihn in Europa, gewann er zum 5. Mal die Israelische Meisterschaft sowie den Pokal. In der Euroleague verlor Maccabi Tel Aviv jedoch im Finale gegen ZSKA Moskau. Nach der Saison wechselte Parker in die nordamerikanische Profiliga NBA zu den Toronto Raptors.
Parker wurde im Mai 2008 als eine der fünfzig bedeutenden Persönlichkeiten des Basketballsport in Europa geehrt. Die Ehrung erfolgte durch die Euroleague Basketball im Rahmen einer offiziellen Zeremonie im Palacio de Deportes de la Comunidad de Madrid, in Madrid.

### Toronto Raptors

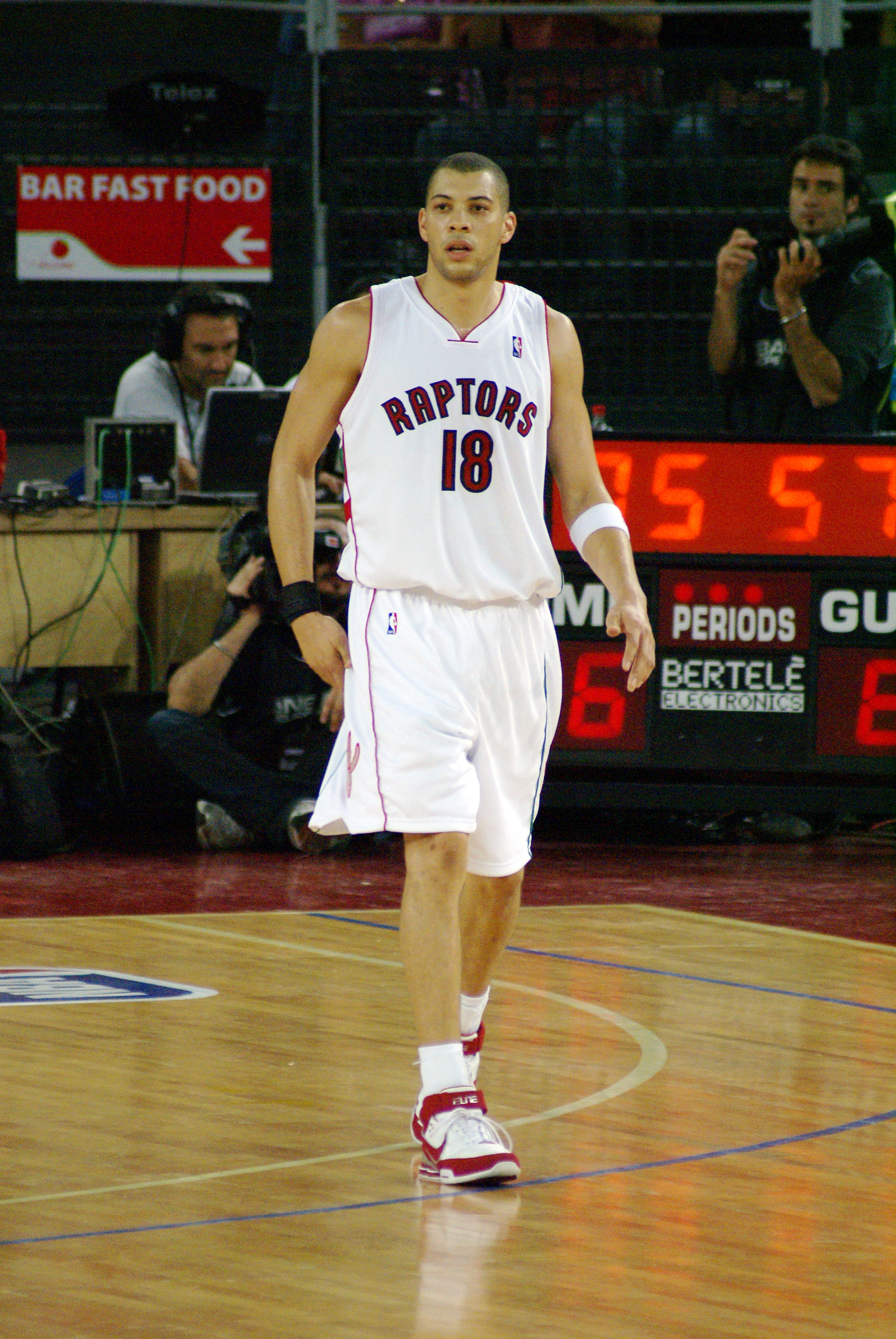
Parker im Trikot der Raptors

2006 kehrte er als inzwischen 31-jähriger zurück in die NBA. Bei den Toronto Raptors konnte er sich als einer der besten Dreierschützen der Liga etablieren. In den ersten beiden Jahren nach seiner Rückkehr schafften die Raptors es sogar in die Playoffs. Nachdem sein Vertrag 2009 ausgelaufen war, wurde er nicht wieder verpflichtet, da man mit DeMar DeRozan einen vielversprechenden Rookie auf seiner Position verpflichten konnte.

### Cleveland Cavaliers
Im Sommer 2009 unterschrieb er einen Vertrag bei den Cleveland Cavaliers, die mit LeBron James, Shaquille O’Neal und Antawn Jamison mehrere Superstars in ihren Reihen hatten. Parker startete in allen 82 Spielen der regulären Saison, in der die Cavaliers die beste Mannschaft wurden. Allerdings musste man sich in der zweiten Runde der Playoffs den Boston Celtics geschlagen geben. Nachdem man nach der Saison James und O’Neal verloren hatte, konnte man in der Folgesaison nur 19 Spiele gewinnen. Auch in der Saison 2011/12 verpasste man die Playoffs klar.
Am 27. Juni 2012 verkündete Parker sein Karriereende.

## Privates
Parker ist verheiratet und Vater eines Sohnes. Seine jüngere Schwester Candace Parker spielte bei den Los Angeles Sparks der Women’s National Basketball Association (WNBA) und galt als eines der größten Talente im Frauenbasketball.

## Erfolge
- Israelischer Meister: 2001, 2002, 2004, 2005 und 2006
- Israelischer Pokalsieger: 2001, 2002, 2004, 2005 und 2006
- Suproleague Sieger: 2001
- Euroleague Sieger: 2004 und 2005
- Erreichen der NBA Playoffs 2007, 2008 und 2010
- MVP der Israelischen Liga: 2002
- MVP der Euroleague: 2004 und 2005
- MVP des Euroleague-Final-Four Turniers 2004
- Euroleague First Team: 2004 und 2005
- MVP der Missouri Conference: 1995